# Ira Davenport (Politiker)
Ira Davenport (* 28. Juni 1841 in Hornellsville, Steuben County, New York; † 6. Oktober 1904 in Bath, New York) war ein US-amerikanischer Politiker. Zwischen 1885 und 1889 vertrat er den Bundesstaat New York im US-Repräsentantenhaus.

## Werdegang
Im Jahr 1847 kam Ira Davenport mit seinem Vater nach Bath, wo er später die dortige Haverling Academy besuchte. Außerdem absolvierte er die Russell Collegiate School in New Haven (Connecticut). Nach dem Tod seines Vaters im Jahr 1868 übernahm er die Verwaltung von dessen großen Ländereien und dessen andere geschäftlichen Verbindungen. Gleichzeitig schlug er als Mitglied der Republikanischen Partei eine politische Laufbahn ein. Zwischen 1878 und 1881 gehörte er dem Senat von New York an; von 1881 bis 1883 war er als State Comptroller in der Staatsregierung tätig. Im Jahr 1885 kandidierte er erfolglos für das Amt des Gouverneurs von New York.
Bei den Kongresswahlen des Jahres 1884 wurde Davenport im 29. Wahlbezirk von New York in das US-Repräsentantenhaus in Washington, D.C. gewählt, wo er am 4. März 1885 die Nachfolge des in den 28. Distrikt gewechselten Demokraten John Arnot antrat. Nach einer Wiederwahl konnte er bis zum 3. März 1889 zwei Legislaturperioden im Kongress absolvieren. Im Jahr 1888 verzichtete Ira Davenport auf eine weitere Kandidatur. Nach dem Ende seiner Zeit im US-Repräsentantenhaus zog er sich in den Ruhestand zurück. Er starb am 6. Oktober 1904 in Bath und wurde auf dem dortigen Familienfriedhof auf seinem Anwesen Riverside beigesetzt.